# FK Milano Kumanovo
FK Milano Koemanovo (Macedonisch: ФК Милано Куманово) is een Macedonische voetbalclub uit Kumanovo.
De club werd in 1990 opgericht en speelt sinds 2010 in de Vtora Liga, de op een na hoogste divisie in het land. In het seizoen 2007/08 werd de club tweede in de hoogste afdeling, en mocht het daardoor in het seizoen 2008/09 deelnemen aan de strijd om de UEFA Cup.

## FK Milano Kumanovoa in Europa
#Q = #kwalificatieronde,T/U = Thuis/Uit, W = Wedstrijd, PUC = punten UEFA coëfficiënten .
Uitslagen vanuit gezichtspunt FK Milano Kumanovo
| Seizoen | Competitie    | Ronde | Land             | Club                        | Totaalscore | 1e W    | 2e W    | PUC |
| ------- | ------------- | ----- | ---------------- | --------------------------- | ----------- | ------- | ------- | --- |
| 2008/09 | UEFA Cup      | 1Q    | Vlag van Cyprus  | Omonia Nicosia              | 1-4         | 0-2 (U) | 1-2 (T) | 0.0 |
| 2009/10 | Europa League | 2Q    | Vlag van Kroatië | NK Slaven Belupo Koprivnica | 2-12        | 0-4 (T) | 2-8 (U) | 0.0 |